# Fumiaki Uto
Pour les articles homonymes, voir Uto (homonymie).
Fumiaki Uto (宇都文昭), né en 1964[réf. nécessaire], est un astronome japonais.
D'après le Centre des planètes mineures, il a découvert vingt et un astéroïdes, entre 1992 et 1999.
| Astéroïdes découverts : 21 | Astéroïdes découverts : 21 | Astéroïdes découverts : 21 |
| -------------------------- | -------------------------- | -------------------------- |
| (7253) Nara                | 13 février 1993            |                            |
| (7895) Kaseda              | 22 février 1995            |                            |
| (8041) Masumoto            | 15 novembre 1993           |                            |
| (9648) Gotouhideo          | 30 octobre 1995            |                            |
| (12844) 1997 JE10          | 9 mai 1997                 |                            |
| (14931) 1994 WR3           | 27 novembre 1994           |                            |
| (18489) 1996 BV2           | 26 janvier 1996            |                            |
| (21810) 1999 TK19          | 9 octobre 1999             |                            |
| (22904) 1999 TL19          | 9 octobre 1999             |                            |
| (22976) 1999 VY23          | 13 novembre 1999           |                            |
| (24756) 1992 VF            | 2 novembre 1992            |                            |
| (25296) 1998 WD20          | 26 novembre 1998           |                            |
| (27182) 1999 CL3           | 8 février 1999             |                            |
| (35254) 1996 BW2           | 26 janvier 1996            |                            |
| (44487) 1998 WC20          | 26 novembre 1998           |                            |
| (49442) 1998 YD7           | 20 décembre 1998           |                            |
| (49497) 1999 CM3           | 8 février 1999             |                            |
| (49707) 1999 VZ23          | 13 novembre 1999           |                            |
| (56097) 1999 BC12          | 21 janvier 1999            |                            |
| (59834) 1999 RE37          | 9 septembre 1999           |                            |
| (100327) 1995 QX           | 22 août 1995               |                            |